# Phacidium vaccinii
Phacidium vaccinii är en svampart som beskrevs av Fr. 1823. Phacidium vaccinii ingår i släktet Phacidium och familjen Phacidiaceae.  Arten är reproducerande i Sverige. Inga underarter finns listade i Catalogue of Life.